# 油屋熊八
油屋 熊八（あぶらや くまはち、1863年8月29日（文久3年7月16日） - 1935年（昭和10年）3月27日）は、日本の実業家。

## 人物・来歴

別府駅前の油屋熊八像

伊予国宇和島城下（現愛媛県宇和島市）の裕福な米問屋の長男として生まれ、家業を継いで妻ユキを娶る。1888年（明治21年）には27歳で宇和島町議に当選。30歳の時に大阪に渡って米相場で富を築き、別名「油屋将軍」として羽振りが良かったが、日清戦争後に相場に失敗して全財産を失う。35歳の時に別府に住む亀井タマエという女性に妻の身を託しアメリカに渡る。アメリカを放浪の上、現地の教会でキリスト教の洗礼を受けた後、約3年滞在。帰国後、再度相場師となるがうまくいかず、1911年（明治44年）妻を頼って別府を訪れる。
別府では、1911年（明治44年）「旅人を懇ろにせよ」（旅人をもてなすことを忘れてはいけない）という新約聖書の言葉を合言葉に、サービス精神の実践として亀の井旅館を創業。また1921年（大正10年）、由布院金鱗湖畔に賓客をもてなすための草庵（現在の亀の井別荘）を建て、自身の片腕・中谷巳次郎に託す。1924年（大正13年）には、亀の井旅館を洋式ホテルに改装して亀の井ホテルを開業。続いてバス事業に進出し、1928年（昭和3年）1月10日に亀の井自動車（現在の亀の井バス）を設立して、日本初の女性バスガイドによる案内つきの定期観光バスの運行を開始した。
この間、梅田凡平らとともに別府宣伝協会を立ち上げ、別府お伽倶楽部のお伽船の活動に参加する中で、自らのもてなしの哲学と様々な奇抜なアイデアで別府の宣伝に努め、大正の広重といわれる盟友吉田初三郎とともに別府の名前を全国へと広めた。
クリスチャンで酒を飲まず、「旅館は体を休める所であり、飲酒をしたいなら外で飲むか他の旅館に行ってくれ」が熊八の口癖であったため、当時では珍しく酒類の提供を行わなかった。森永製菓の創業者である森永太一郎が滞在中に酒を注文しようとして断られ、なおも食い下がる太一郎に向かって「あなたは子供のための菓子を作っている会社の社長であるのに、酒が飲めないのかと悔しがるのはおかしい」と言い放ったくらいに徹底していた。しかし旅館で禁酒はあまりにも気の毒だという意見が多くなったため、清酒は2合、ビールは1本を限度に提供を開始した。
観光地の売出しや開発には公費の支出が当たり前な現代とは違い、別府温泉の宣伝はすべて熊八個人の私財と借財でまかなわれた。そのため熊八没後、亀の井自動車や旅館は借金の返済のため売り払われたが、その行動力と独創力に敬意をこめ別府観光の父・別府の恩人として慕われ、別府市民らで「油屋熊八翁を偲ぶ会」が作られている。
2007年11月1日にはその偉業を称えて大分みらい信用金庫（本社・別府市）の依頼により、別府駅前にブロンズ像が建てられた。そのブロンズ像は片足で両手を挙げ、熊八がまとう温泉マーク入りのマントには地獄めぐりの小鬼がしがみついている。これは制作した彫刻家・辻畑隆子によると、天国から舞い降りた熊八が「やあ!」と呼びかけているイメージとのこと。
墓は故郷の宇和島市の光国寺にある。

## 熊八のアイデア

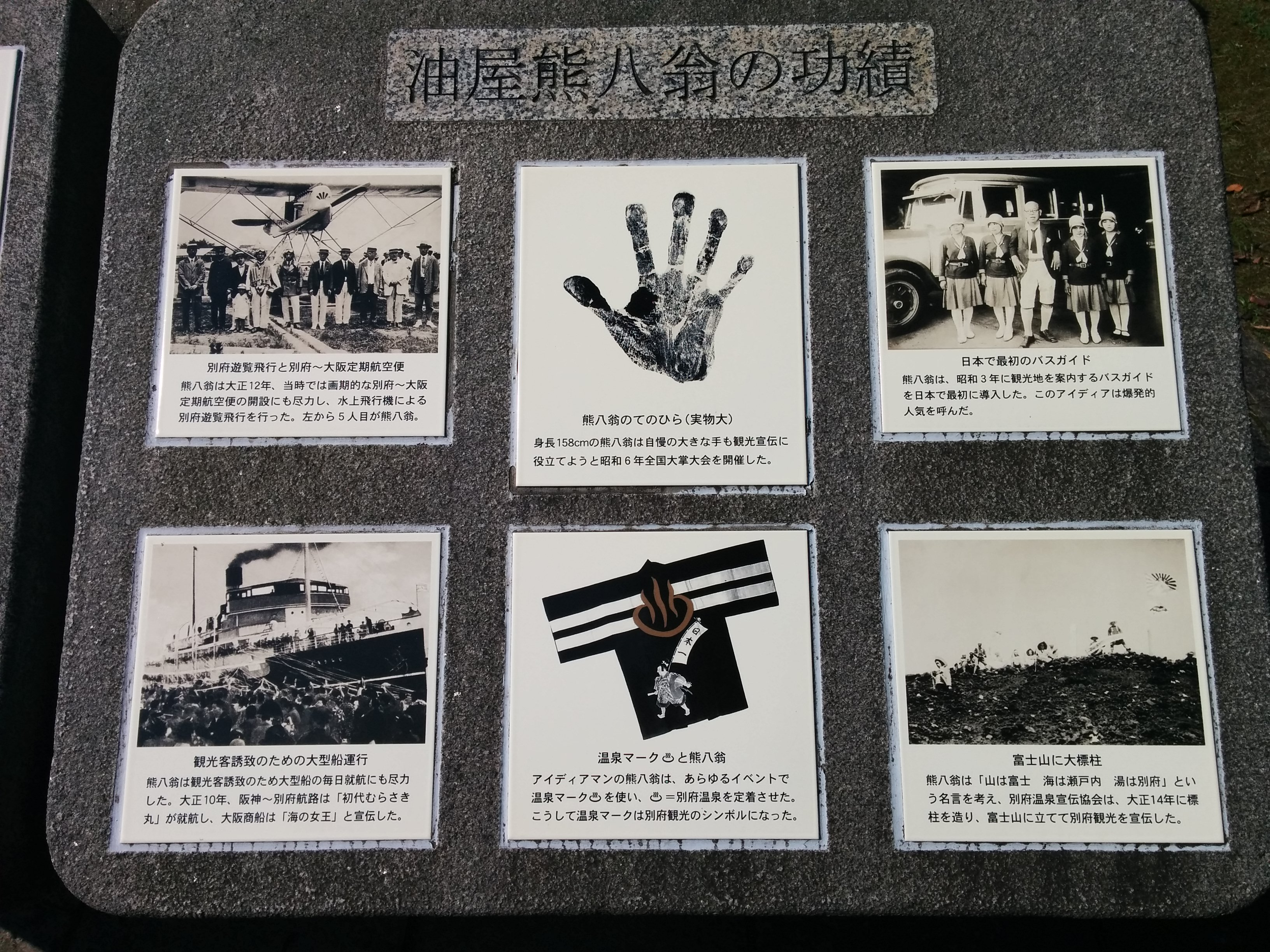
大分県別府市の別府公園にある油屋熊八の功績を示す石碑

- 大阪と別府港を結ぶ定期航路の汽船は、当初は沖合に停泊し客は危険を伴うはしけでの上陸を強いられていたが、汽船を運航する大阪商船に掛け合い、1916年には汽船が接岸出来る専用桟橋を実現させた。
- 「山は富士、海は瀬戸内、湯は別府」というキャッチフレーズを考案し[8]、このフレーズを刻んだ標柱を1925年に富士山山頂付近に建てたのをはじめ、全国各地に建てて回った。また建設の予定がない場所に対しても「別府温泉　亀の井ホテル建設予定地」の立て看板を、別府市内・大分県内はもとより福岡・大阪・東京に立てて別府を宣伝した。
- 自動車の発展を見越して、現在の九州横断道路（やまなみハイウェイ）の原型でもある、別府～湯布院～くじゅう高原～阿蘇～熊本～雲仙～長崎間の観光自動車道を提唱し、1925年にはルート上の長者原にホテルを開設した。
- 1930年に大阪商船の協力を得て別府ゴルフリンクス（現・別府ゴルフ倶楽部）を開き、温泉保養地とスポーツを組み合わせた新しいレジャーの形を提案した[9]。
- 1927年に大阪毎日新聞主催で「日本新八景」が選ばれた際に、葉書を別府市民に配って組織的に投票を行い、別府を首位に導いた。
- 1928年に日本初の女性バスガイドによる案内つきの定期観光バスで別府地獄めぐりの運行を始めた。
- 1931年から手のひらの大きさを競う「全国大掌大会」を亀の井ホテルで開催した。
- 温泉マークを別府温泉のシンボルマークとして愛用し、一般に広めた。なお、このマーク自体を油屋が考案したという説は成立しない。手のひらが大きく、「全国大掌大会」も開いた油屋が手形から温泉マークを思いついたというのが油屋考案説である。しかし、油屋が別府に定住したのは1911年であり、大掌大会の開催は1931年である。一方、湯気が曲線になっている温泉マークが地形図に採用されたのは1895年の「明治28年式地形図図式」であるので、この説は成り立たない[10]。磯部温泉を参照。

## 熊八をモデルにした作品等

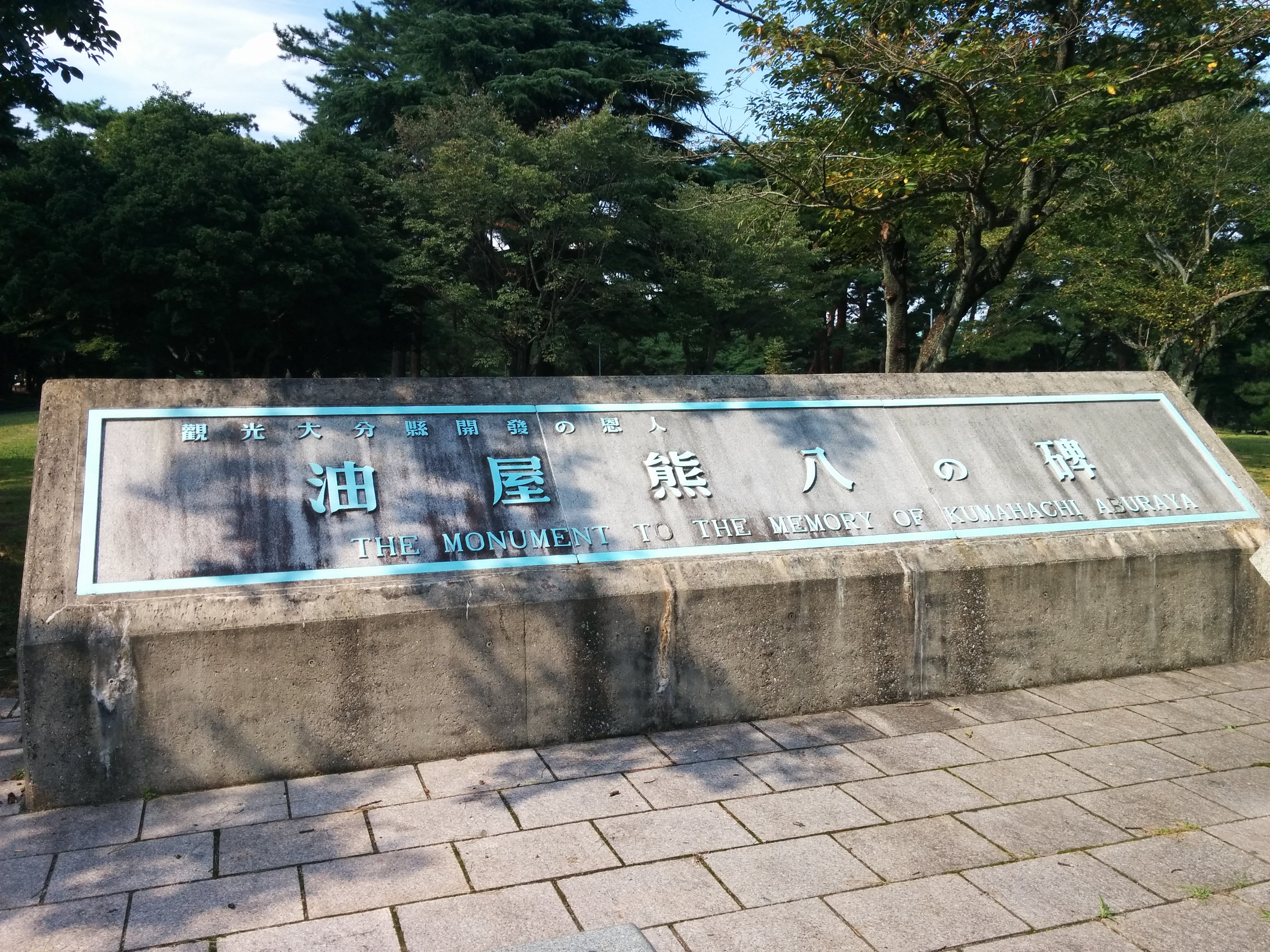
別府公園にある油屋熊八の碑

### 小説
- 『別府華ホテル 観光王と娘の夢』 佐和みずえ（石風社、2006年）
- 『万事オーライ 別府温泉を日本一にした男』 植松三十里（PHP研究所、2021年）

### 舞台
- 『別府温泉狂騒曲 喜劇 地獄めぐり ～生きてるだけで丸もうけ～』
  - 作：金子成人　補綴・演出：ラサール石井　出演：中村勘九郎（黒酢屋彦八：酢問屋の三男坊 別府温泉に流れ着く）、柄本明（蟹沢六平：相棒の文士）、藤山直美（栗梅子：亀の井女将）　他　（松竹 2002年2月 新橋演舞場、3月 大阪松竹座）

### テレビ番組
- 『油屋熊八伝〜100年前、別府を世界に売り出した男〜』
  - テレビ大分：2016年7月31日放送、BS11：2016年8月19日放送 油屋熊八役：木下隆行（TKO）、梅田凡平役：中華首藤、ナレーター：石丸謙二郎